# 프란체스코 피사노
프란체스코 피사노(이탈리아어: Francesco Pisano, 1986년 4월 29일 ~ )는 이탈리아의 전 축구 선수이다.